# 大正寺村
大正寺村（だいしょうじむら）は秋田県由利郡・河辺郡にあった村。現在の秋田市南端、雄和地区南部にあたる。

## 地理
- 山：扇森
- 河川：雄物川

## 歴史
- 1889年（明治22年）4月1日 - 町村制の施行により、由利郡新波村、繋村、神ヶ村、碇田村、萱ヶ沢村、向野村の区域をもって発足。
- 1948年（昭和23年）4月1日 - 所属郡が河辺郡に変更。
- 1956年（昭和31年）9月30日 - 戸米川村・種平村と合併して雄和村が発足。同日大正寺村廃止。
- 1972年（昭和47年）4月1日 - 雄和村が町制施行して雄和町となる。
- 2005年（平成17年）1月11日 - 雄和町が秋田市に編入。

## 教育
- 大正寺村立大正寺小学校
- 大正寺村立大正寺中学校

## 出身者
- 浅野梅若 (民謡歌手)